# Labena lachryma
Labena lachryma är en stekelart som beskrevs av Ian D. Gauld 2000. Labena lachryma ingår i släktet Labena och familjen brokparasitsteklar. Inga underarter finns listade i Catalogue of Life.